# 430-as évek
Évszázadok: 4. század – 5. század – 6. század
Évtizedek: 380-as évek – 390-es évek – 400-as évek – 410-es évek – 420-as évek – 430-as évek – 440-es évek – 450-es évek – 460-as évek – 470-es évek – 480-as évek
Évek: 430 431 432 433 434 435 436 437 438 439

## Események
- 438 – Kihirdetik a Codex Theodosianust, a római jog rendelkezéseinek gyűjteményét.
- 439 – A vandálok beveszik Karthágót.

## Híres személyek
- Ibériai Péter